# PortugalGay
PortugalGay es un sitio web creado en 1996 en la ciudad de Oporto, siendo el primer sitio web dirigido a la comunidad homosexual en Portugal, y posteriormente a otras orientaciones sexuales e identidades de género, siendo uno de los sitios web más visitados actualmente dentro del colectivo LGBT en el país.

## Historia
El sitio ofrece miles de páginas dirigidas a personas lesbianas, gays, bisexuales, transgénero, transexuales e intersexuales, así como al público en general, incluyendo noticias (indexadas por Google News), información sobre infecciones de transmisión sexual, salir del armario, mensajes personales, fotos, directorio, diccionario, etc. El sitio colabora regularmente con estudios y es referenciado en varias tesis de maestría y doctorado y otras publicaciones científicas en diferentes contextos.      

### Presencia más allá de Internet
Además de los servicios disponibles en Internet, también ofrece una línea telefónica gratuita en el número 800206919, y una guía en papel de la ciudad de Oporto, centrada en el turismo LGBT, publicada en el año 2000.
Participó activamente en el primer Foro Social Portugués en 2003, en el VIII Congreso Luso-Afro-Brasileño de 2004, y en eventos internacionales, incluidos los World OutGames de 2006  siendo miembro asociado de la Asociación ILGA. Colaboró en la organización de la primera marcha del orgullo LGBT en Oporto en 2006 y organizó varias marchas del orgullo LGBT en Lisboa, teniendo su propio dominio dedicado a este tipo de eventos PortugalPride.org.
Desde 2001 es parte de la organización del Porto Pride en colaboración con entidades locales, habiendo conseguido recaudar una importante aportación para el Hospital Joaquim Urbano.